# 鐔
格，又稱鐔、護手、劍口、劍鼻、劍環。（英文：Crossguard， cross-guard，quillons）。是刀劍握柄與刀劍身之間的一個部份。為持刀劍者的手部提供保護，避免架擋時銳器時滑動而傷手。

標示Cross-guard/Quillons處即為刀劍的格。